# صنایع نیم‌رسانا

صادرات مدار مجتمع الکترونیکی بر اساس کشور در سال ۲۰۱۶.

صادرات نیم‌رساناهای گسسته در سال ۲۰۱۶، توسط سازمان ملل متحد کد ۴

صنعت نیم‌رسانا، مجموعهٔ کل شرکت‌هایی است که در زمینه طراحی و ساخت نیم‌رساناها مشغول فعالیت هستند. این صنعت در حدود سال ۱۹۶۰ شکل گرفت، هنگامی که ساخت ادوات نیم‌رسانا به یک تجارت مناسب تبدیل شد. درآمد فروش سالانه صنعت نیم‌رسانا از سال ۲۰۱۸ تاکنون به بیش از ۴۸۱ میلیارد دلار آمریکا افزایش یافته‌است. صنعت نیم‌رسانا به نوبهٔ خود با فروش سالانه ۱۳۵ میلیارد پوند (۲۱۸ میلیارد دلار) لوازم الکترونیکی قدرت در سال ۲۰۱۱ نیروی محرکهٔ صنعت الکترونیک را تأمین کرده‌است، پیش‌بینی می‌شود تا سال ۲۰۲۰ فروش لوازم برقی مصرفی سالانه به ۲٫۹ تریلیون دلار آمریکا برسد، فروش صنعت فناوری پیشرفته انتظار می‌رود در سال ۲۰۱۹ به ۵ تریلیون دلار آمریکا رسیده، و تجارت الکترونیکی به بیش از ۲۹ تریلیون دلار آمریکا در سال ۲۰۱۷ برسد.
پرکاربردترین قطعات نیمه‌رسانا، ماسفت (ترانزیستور با اثر میدانی از نیم‌رسانای اکسید-فلز یا MOS) است، که توسط محمد محمد عطاالله و داون کَهنگ در آزمایشگاه‌های بل در سال ۱۹۵۹ اختراع شده‌است.

## ساختار صنعت
صنعت نیم‌رسانای جهانی تحت سلطهٔ ایالات متحده، تایوان، کره جنوبی، ژاپن، چین، اسرائیل، اتحادیه اروپا، سنگاپور و مالزی است.